# Lijst van Nederlandse ontdekkingsreizigers
Ontdekkingsreizigers van Nederlandse afkomst hebben vele ontdekkingsreizen gemaakt. Hier een overzicht.

## Overzicht van Nederlandse ontdekkingsreizen
- Olivier Brunel - 1584: Probeert rond de noordkust van Azië te varen. Brunel heeft eerder al in dienst van de Russische familie Stroganov over land de Ob bereikt.
- Willem Barentsz - 1594: Volgt de westkust van Nova Zembla.
- Cornelis Nay - 1594: Vaart langs Nova Zembla de Karazee in
- Willem Barentsz - 1595: Tracht tevergeefs voorbij Nova Zembla te zeilen
- Cornelis de Houtman - 1596-1597: Eerste Nederlandse reis naar de Oost-Indische archipel (huidige Indonesië).
- Willem Barentsz - 1596-1597: Ontdekt Spitsbergen. Rondt de noordpunt van Nova Zembla, en overwintert daar.
- Jacob Mahu - 1598-1600: Tracht via de Straat Magellaan Indië te bereiken. Een van zijn schepen, onder Jacob Quaeckernaeck, landt in Japan.
- Olivier van Noort - 1598-1601: Zeilt door de Straat Magellaan en rond de wereld.
- Joris van Spilbergen - 1602: Ontdekt Ceylon en zeilt van 1614-1617 rond de wereld.
- Willem Jansz en Jan Lodewijksz. van Rosengeyn - 1605-1606: Volgen de zuidkust van Nieuw-Guinea en ontdekken Australië.
- Henry Hudson (Engelsman, maar op deze reis in Nederlandse dienst) - 1609: Ontdekt de rivier de Hudson en vaart deze op tot nabij het huidig Albany.
- Hendrik Brouwer - 1611: Ontdekt een snellere route naar Indonesië via de zuidelijk Indische Oceaan.
- Adriaen Block - 1613-1614: Volgt de kust van New England en ontdekt de rivier de Connecticut, door de Nederlandse kolonisten de "Versche rivier" genoemd.
- Jan Jacobsz. May van Schellinkhout - 1614: ontdekt Jan Mayen
- Dirck Hartog - 1616: Landt op de westkust van Australië
- Jacob le Maire en Willem Cornelisz Schouten - 1615-1617: Ontevreden met het monopolie van de VOC zoekt Le Maire een eigen route naar Indië, en vindt deze door om Kaap Hoorn, de zuidpunt van Vuurland, heen te varen.
- Jan Carstensz - 1623: Verkent de kust van Nieuw-Guinea en Kaap York schiereiland. Willem Joosten van Colster ontdekt Arnhemland.
- François Thijssen - 1626-1627: Volgt de zuidkust van Australië.
- François Pelsaert - 1628-1629: Lijdt schipbreuk op de Houtman Abrolhos voor de kust van Australië.
- Matthijs Quast - 1639: Onderzoekt de zee ten oosten van Japan, en ontdekt de Bonin-eilanden.
- Abel Tasman - 1642-1644: Ontdekt Tasmanië, Nieuw-Zeeland en Tonga, verkent de noordkust van Australië.
- Maarten de Vries - 1643: Onderzoekt de streken rond Japan, ontdekt Hokkaido, Sachalin en de Koerilen.
- Hendrik Hamel - 1653-1666: Lijdt schipbreuk op Quelpaert-eiland (Cheju-do) en verblijft 13 jaar als gevangene in Korea.
- Hieronymous Cruse - 1667-1668: Binnenlanden van Zuid-Afrika
- Simon van der Stel - 1685: Leidt een expeditie noordwaarts vanaf Kaap de Goede Hoop.
- Willem de Vlamingh - 1696-1697: Brengt de westkust van Australië in kaart.
- Jacob Roggeveen - 1721-1724: Gaat op zoek naar Terra Australis, en ontdekt Paaseiland.
- Samuel van de Putte - 1721-1745: Reist over land naar India, bezoekt Tibet en China.
- Robert Jacob Gordon - 1773-1786: maakt vijf reizen door de binnenlanden van de Kaapprovincie, beschrijft flora en fauna en maakt kaarten.
- Alexine Tinne - 1863-1869: verkent de Bahr-al-Ghazal in zuidelijk Soedan, trekt de Libische Sahara in, maar wordt door Toeareg gedood.
- Hendrikus Albertus Lorentz - 1907, 1909-1910: leidt twee expedities in Nieuw-Guinea.